# Morlet
Morlet település Franciaországban, Saône-et-Loire megyében. Lakosainak száma 59 fő (2022. január 1.). Morlet Épinac, Auxy, Collonge-la-Madeleine, Saisy és Tintry községekkel határos.

## Népesség
A település népességének változása:
| Lakosok száma | 74   | 77   | 69   | 62   | 54   | 52   | 50   | 47   | 59   |
|               | 2013 | 2015 | 2016 | 2017 | 2018 | 2019 | 2020 | 2021 | 2022 |